# پرایس (تگزاس)
پرایس (به انگلیسی: Price) یک منطقهٔ مسکونی در ایالات متحده آمریکا است که در شهرستان راسک، تگزاس واقع شده‌است.